# Shirley MacLaine
Shirley MacLaine, pseudonimo di Shirley MacLean Beaty (Richmond, 24 aprile 1934), è un'attrice statunitense, vincitrice di un Premio Oscar, sette Golden Globe, due Premi BAFTA, un Premio Emmy, due Coppe Volpi e due Orsi d'argento.

## Biografia

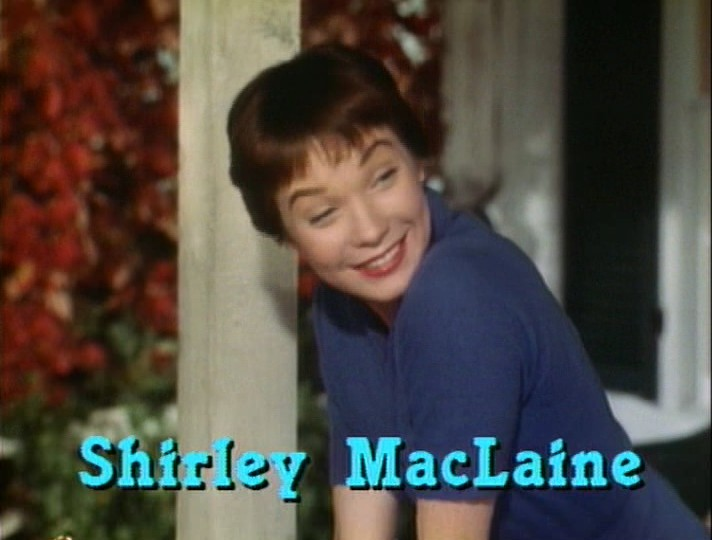
Shirley MacLaine ventunenne nel trailer del suo primo film, La congiura degli innocenti (1955)

Nata come Shirley MacLean Beaty (il nome viene scelto in omaggio alla diva bambina Shirley Temple), il padre, Ira Owens Beaty, era professore di psicologia e la madre, Kathlyn Corinne MacLean, insegnante di teatro. Il fratello minore diventerà anch'egli attore ma correggendo il cognome con T doppia: Warren Beatty. Da ragazzina gioca a baseball in una squadra composta di soli maschi, guadagnandosi il soprannome "Powerhouse" per la sua bravura. Per curare le caviglie deboli, già dall'età di tre anni viene iscritta dalla madre alla scuola di balletto ma, crescendo, interpreta prevalentemente ruoli maschili a causa della sua statura e per la mancanza di ballerini. Sempre la sua altezza fu alla base della decisione di lasciare il balletto per dedicarsi ad altre forme di spettacolo. Studia recitazione durante gli anni scolastici e dopo la laurea viene scritturata come sostituta di Carol Haney nel musical The Pajama Game a Broadway nel 1954. Dopo l'infortunio della protagonista, recita sul palco per diversi mesi tanto da attirare l'attenzione del produttore Hal B. Wallis, che le fa firmare un contratto con la Paramount.
Ventenne, debutta nel mondo del cinema nel 1955, nel film La congiura degli innocenti di Alfred Hitchcock, ove è la protagonista femminile accanto a John Forsythe, Edmund Gwenn e Mildred Natwick, e con cui vince il Golden Globe come migliore attrice debuttante. Successivamente viene diretta da Frank Tashlin in Artisti e modelle (1955), accanto a Jerry Lewis e Dean Martin, e ottiene la prima candidatura agli Oscar per Qualcuno verrà (1959) di Vincente Minnelli, ove affianca Frank Sinatra e Dean Martin. Recita anche in due capolavori di Billy Wilder, L'appartamento (1960) e Irma la dolce (1963), in entrambi i quali ha come partner Jack Lemmon. Nel 1959, per Tutte le ragazze lo sanno di Charles Walters, in coppia con David Niven, e nel 1960 per il citato L'appartamento di Wilder vince il BAFTA quale attrice internazionale dell'anno.

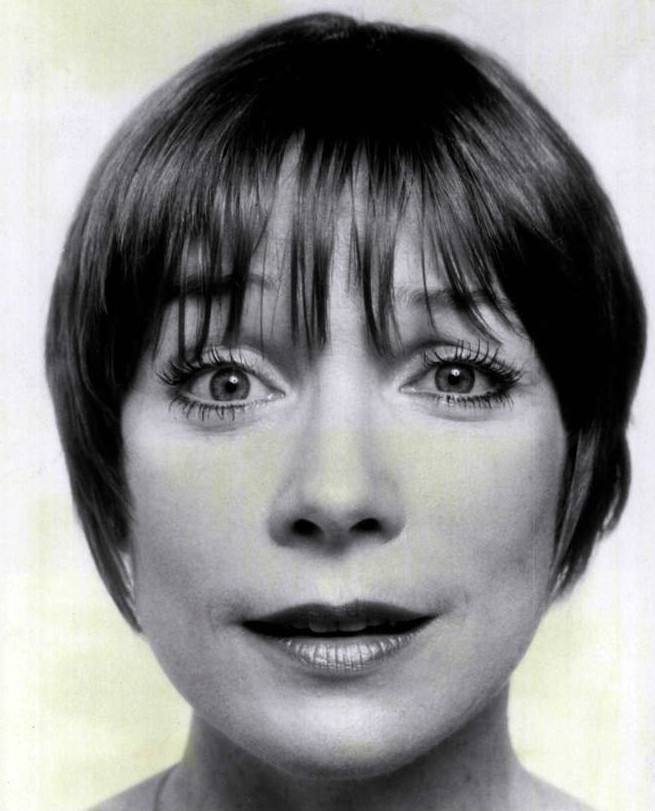
Shirley MacLaine nel 1977

Apprezzata soprattutto per le sue doti brillanti ma anche per la sua versatilità, la MacLaine negli anni sessanta ha una carriera molto intensa al cinema, lavorando, tra gli altri, con Yves Montand in La mia geisha (1962) di Jack Cardiff, Peter Ustinov e Richard Crenna in A braccia aperte (1965) di J. Lee Thompson, Michael Caine in Gambit - Grande furto al Semiramis (1966) di Ronald Neame, e Vittorio De Sica nel film a episodi Sette volte donna (1967). Nel 1969 è la protagonista di Sweet Charity - Una ragazza che voleva essere amata, musical diretto da Bob Fosse basato sul film Le notti di Cabiria di Federico Fellini. Alterna con disinvoltura i ruoli comici a quelli drammatici, ottenendo in genere grande successo e imponendosi tra le migliori e più richieste attrici americane della sua generazione.
Notevoli le sue prove accanto a celebri attori, come David Niven in Il giro del mondo in ottanta giorni (1956) di Michael Anderson, Robert Mitchum in La ragazza del quartiere (1962) di Robert Wise, Audrey Hepburn e James Garner in Quelle due (1962) di William Wyler, Alain Delon e Art Carney in un episodio di Una Rolls-Royce gialla (1964) di Anthony Asquith, Clint Eastwood in Gli avvoltoi hanno fame (1969) di Don Siegel, Anne Bancroft in Due vite, una svolta (1977) di Herbert Ross ed Anthony Hopkins in In amore si cambia (1980) di Richard Lang.

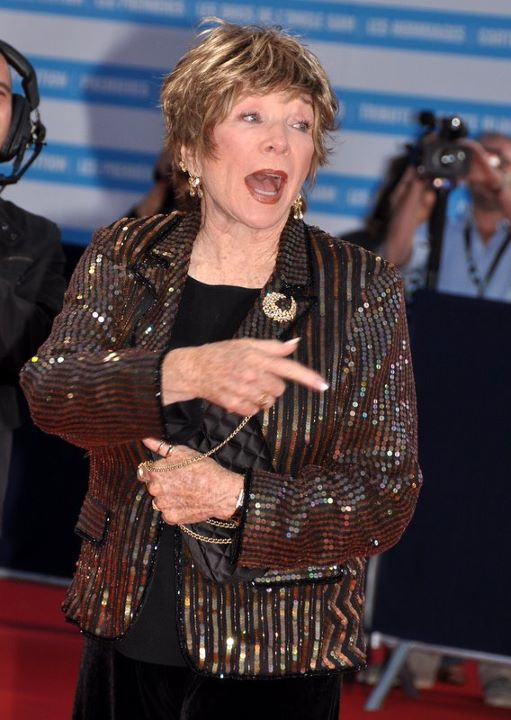
Shirley MacLaine al Festival del cinema americano di Deauville 2011

Tra gli altri suoi film, da ricordare Oltre il giardino (1979) di Hal Ashby, accanto a Peter Sellers e Melvyn Douglas, per il quale ottiene il British Academy Film Award e una candidatura al Golden Globe per la sua interpretazione. Lavora anche in film di nicchia come La ruota di scorta della signora Blossom (1968) di Joseph McGrath, Desperate Characters (1971) di Frank D. Gilroy e Madame Sousatzka (1988) di John Schlesinger. Nel 1984 conquista il premio Oscar alla miglior attrice per Voglia di tenerezza (1983) di James L. Brooks, con Debra Winger e Jack Nicholson. Nel 1988 è candidata al Golden Globe per la miglior attrice in una mini-serie o film per la televisione per Tra il buio e la luce, nel quale la MacLaine interpreta se stessa. Il film, ispirato al romanzo autobiografico dell'attrice Out on a limb, racconta dell'avvicinamento della diva al movimento New Age.
Negli anni novanta appare in Cartoline dall'inferno (1990) di Mike Nichols, in coppia con Meryl Streep. Con Marcello Mastroianni è la protagonista di La vedova americana (1992) di Beeban Kidron. Affianca ancora Nicholson nel film Conflitti del cuore (1996) di Robert Harling, sequel di Voglia di tenerezza. Negli stessi anni recita, tra l'altro, in Ricordando Hemingway (1993) di Randa Haines, Cara, insopportabile Tess (1994) di Hugh Wilson e Scambio di identità (1996) di Richard Benjamin.
Nel 2006 viene candidata al Golden Globe per il film In Her Shoes - Se fossi lei (2005) di Curtis Hanson, ove interpreta la nonna di Toni Collette e Cameron Diaz. Nel 2005 appare anche in Vita da strega di Nora Ephron, con Nicole Kidman, e in Vizi di famiglia di Rob Reiner, accanto a Jennifer Aniston e Kevin Costner. In seguito recita in ruoli primari in vari film, tra cui Closing the Ring (2007), ultima regia di Richard Attenborough, e Elsa & Fred (2014) di Michael Radford, entrambi in coppia con Christopher Plummer. Nel 2016 affianca Jessica Lange in Wild Oats di Andy Tennant. Tra le sue apparizioni in produzioni televisive, cui prende parte sin dai primi anni settanta, si segnalano il film These Old Broads (2001) di Matthew Diamond, ove recita con Elizabeth Taylor, Debbie Reynolds e Joan Collins, e la miniserie Coco Chanel (2008) di Christian Duguay, girata principalmente a Roma.

## Vita privata
È stata sposata dal 1954 al 1982 con il produttore Steve Parker, da cui nel 1956 ha avuto una figlia, Stephanie Sachiko Parker, nota come Sachi Parker, anch'ella attrice. È sorella maggiore dell'attore Warren Beatty e cognata dell'attrice Annette Bening, moglie di Warren.

## Filmografia

### Attrice

#### Cinema
- La congiura degli innocenti (The Trouble with Harry), regia di Alfred Hitchcock (1955)
- Artisti e modelle (Artists and Models), regia di Frank Tashlin (1955)
- Il giro del mondo in ottanta giorni (Around the World in 80 Days), regia di Michael Anderson (1956)
- La legge del più forte (The Sheepman), regia di George Marshall (1958)
- La tua pelle brucia (Hot Spell), regia di Daniel Mann (1958)
- Bella, affettuosa, illibata cercasi... (The Matchmaker), regia di Joseph Anthony (1958)
- Qualcuno verrà (Some Came Running), regia di Vincente Minnelli (1958)
- Tutte le ragazze lo sanno (Ask Any Girl), regia di Charles Walters (1959)
- Il prezzo del successo (Career), regia di Joseph Anthony (1959)
- Can-Can, regia di Walter Lang (1960)
- L'appartamento (The Apartment), regia di Billy Wilder (1960)
- Colpo grosso (Ocean's 11), regia di Lewis Milestone (1960) - cameo
- Una notte movimentata (All in a Night's Work), regia di Joseph Anthony (1961)
- Salverò il mio amore (Two Loves), regia di Charles Walters (1961)
- Quelle due (The Children's Hour), regia di William Wyler (1962)
- La mia geisha (My Geisha), regia di Jack Cardiff (1962)
- La ragazza del quartiere (Two for the Seesaw), regia di Robert Wise (1962)
- Irma la dolce (Irma La Douce), regia di Billy Wilder (1963)
- La signora e i suoi mariti (What a Way to Go!), regia di J. Lee Thompson (1964)
- Una Rolls-Royce gialla (The Yellow Rolls-Royce), regia di Anthony Asquith (1964)
- A braccia aperte (John Goldfarb, Please Come Home!), regia di J. Lee Thompson (1965)
- Gambit - Grande furto al Semiramis (Gambit), regia di Ronald Neame (1966)
- Sette volte donna (Woman Times Seven), regia di Vittorio De Sica (1967)
- La ruota di scorta della signora Blossom (The Bliss of Mrs. Blossom), regia di Joseph McGrath (1968)
- Sweet Charity - Una ragazza che voleva essere amata (Sweet Charity), regia di Bob Fosse (1969)
- Gli avvoltoi hanno fame (Two Mules for Sister Sara), regia di Don Siegel (1969)
- Desperate Characters, regia di Frank D. Gilroy (1971)
- Possession (The Possession of Joel Delaney), regia di Waris Hussein (1972)
- Due vite, una svolta (The Turning Point), regia di Herbert Ross (1977)
- Oltre il giardino (Being There), regia di Hal Ashby (1979)
- Quattro passi sul lenzuolo (Loving Couple), regia di Jack Smight (1980)
- In amore si cambia (A Change of Seasons), regia di Richard Lang (1980)
- Voglia di tenerezza (Terms of Endearment), regia di James L. Brooks (1983)
- La corsa più pazza d'America n. 2 (Cannonball Run II), regia di Hal Needham (1984)
- Madame Sousatzka, regia di John Schlesinger (1988)
- Fiori d'acciaio (Steel Magnolias), regia di Herbert Ross (1989)
- Aspettando la luce (Waiting for the Light), regia di Christopher Monger (1990)
- Cartoline dall'inferno (Postcards from the Edge), regia di Mike Nichols (1990)
- Prossima fermata: paradiso (Defending Your Life), regia di Albert Brooks (1991) - cameo
- La vedova americana (Used People), regia di Beeban Kidron (1992)
- Ricordando Hemingway (Wrestling Ernest Hemingway), regia di Randa Haines (1993)
- Cara, insopportabile Tess (Guarding Tess), regia di Hugh Wilson (1994)
- Scambio di identità (Mrs. Winterbourne), regia di Richard Benjamin (1996)
- Conflitti del cuore (The Evening Star), regia di Robert Harling (1996)
- Un sorriso come il tuo (A Smile Like Yours), regia di Keith Samples (1997)
- Bruno, regia di Shirley MacLaine (2000)
- L'uomo dei miei sogni (Carolina), regia di Marleen Gorris (2003)
- Vita da strega (Bewitched), regia di Nora Ephron (2005)
- In Her Shoes - Se fossi lei (In Her Shoes), regia di Curtis Hanson (2005)
- Vizi di famiglia (Rumor Has It...), regia di Rob Reiner (2005)
- Closing the Ring, regia di Richard Attenborough (2007)
- Appuntamento con l'amore (Valentine's Day), regia di Garry Marshall (2010)
- Bernie, regia di Richard Linklater (2011)
- I sogni segreti di Walter Mitty (The Secret Life of Walter Mitty), regia di Ben Stiller (2013)
- Elsa & Fred, regia di Michael Radford (2014)
- Wild Oats, regia di Andy Tennant (2016)
- Adorabile nemica (The Last Word), regia di Mark Pellington (2017)
- La sirenetta - The Little Mermaid (The Little Mermaid), regia di Blake Harris (2018)
- Noelle, regia di Marc Lawrence (2019)
- American Dreamer, regia di Paul Dektor (2022)

#### Televisione
- Il mondo di Shirley (Shirley's World) – serie TV, 17 episodi (1971-1972)
- Tra il buio e la luce (Out on a Limb), regia di Robert Butler – miniserie TV (1987)
- A tempo di valzer, regia di Ernest Thompson – film TV (1995)
- Giovanna d'Arco (Joan d'Arc), regia di Christian Duguay – miniserie TV (1999)
- These Old Broads, regia di Matthew Diamond – film TV (2001)
- La battaglia di Mary Kay (Hell on Heels: The Battle of Mary Kay), regia di Ed Gernon – film TV (2002)
- Salem Witch Trials, regia di Joseph Sargent – film TV (2002)
- Coco Chanel, regia di Christian Duguay – miniserie TV (2008)
- Anne of Green Gables A New Beginning, regia di Kevin Sullivan – film TV (2008)
- Downton Abbey – serie TV, episodi 3x01-3x02-4x09 (2012-2013)
- Glee – serie TV, episodi 5x18-5x20 (2014)
- Il mio angelo di Natale (A Heavenly Christmas), regia di Paul Shapiro – film TV (2016)
- Only Murders in the Building – serie TV, episodi 2x02-2x09 (2022)

#### Documentari
- Premier Khrushchev in the USA (1959)
- The Car That Became a Star (1965)
- Year of the Woman (1973)
- The Other Half of the Sky: A China Memoir, regia di Shirley MacLaine (1975)
- Want to Be Beautiful (1981)
- A Century of Cinema (1994)
- The Celluloid Closet (1995)
- Get Bruce (1999)
- Broadway, the Golden Age: By the Legends Who Were There (2003)
- Broadway: Beyond the Golden Age (2007)

### Regista
- The Other Half of the Sky: A China Memoir – documentario (1975)
- Bruno (2000)

## Teatro
- Me and Juliet, libretto di Oscar Hammerstein II, colonna sonora di Richard Rodgers, regia di George Abbott. Majestic Theatre di Broadway (1953)
- The Pajama Game, libretto di George Abbott e Richard Bissell, colonna sonora di Richard Adler e Jerry Ross, regia di Jerome Robbins. Shubert Theatre di Broadway (1954)
- Shirley MacLaine, libretto di Fred Ebb, colonna sonora di Cy Coleman, testi di Dorothy Fields, regia di Tony Charmoli. Palace Theatre di Broadway (1976)
- Shirley MacLaine on Broadway, colonna sonora di Marvin Hamlisch, testi di Christopher Adler, coreografie di Alan Johnson. Gershwin Theatre di Broadway (1984)

## Opere
Shirley MacLaine si è anche dedicata alla scrittura, pubblicando nove romanzi autobiografici, alcuni dei quali tradotti anche in italiano ed editi principalmente dalla Sperling & Kupfer:

- Don't fall off the mountain, trad. it. Non cadere dalla montagna, 1990  [1971].
- Out on a limb, trad. it. Là fuori su un ramo, 1985  [1983].
- Dancing in the light, trad. it. Danzando nella luce, 1988  [1985].
- It's all in the playing, trad. it. Tutto sta nel recitare la vita, 1989  [1988].
- Going within. A guide for inner transformation, trad. it. Cercarsi dentro, 1990.
- Dance while you can, trad. it. Balla fin che puoi, 1993  [1992].
- The Camino. A journey of the spirit, trad. it. Il cammino, 2000.

## Riconoscimenti
Nel corso della sua carriera Shirley MacLaine ha ricevuto diversi premi e candidature; un Oscar vinto nel 1984 per la sua interpretazione in Voglia di tenerezza, 7 Golden Globe, 2 BAFTA e 2 Emmy.

## Doppiatrici italiane
Nelle versioni in italiano delle opere in cui ha recitato, Shirley MacLaine è stata doppiata da:
- Maria Pia Di Meo ne Il giro del mondo in 80 giorni, L'appartamento, La ragazza del quartiere, Irma la dolce, La signora e i suoi mariti, Gambit - Grande furto al Semiramis, Sette volte donna (episodi 1, 2, 3, 7), La ruota di scorta della signora Blossom, Sweet Charity - Una ragazza che voleva essere amata, Oltre il giardino, Quattro passi sul lenzuolo, In amore si cambia, Tra il buio e la luce, Madame Sousatzka, Fiori d'acciaio, La vedova americana, Cara, insopportabile Tess, Scambio di identità, Giovanna d'Arco, L'uomo dei miei sogni, In Her Shoes - Se fossi lei, Coco Chanel, Downton Abbey, Elsa & Fred, Adorabile nemica, Noelle
- Rita Savagnone ne La legge del più forte, Qualcuno verrà, Tutte le ragazze lo sanno, Can-Can, Una Rolls-Royce gialla, Sette volte donna (episodi 4, 5, 6), Ricordando Hemingway, Conflitti del cuore, Vita da strega, Vizi di famiglia, Appuntamento con l'amore, Bernie, I sogni segreti di Walter Mitty, La sirenetta - The Little Mermaid
- Rosetta Calavetta ne La congiura degli innocenti, Artisti e modelle, La tua pelle brucia, Bella, affettuosa, illibata cercasi..., Il prezzo del successo, Una notte movimentata, Quelle due, La mia geisha
- Melina Martello in Il mondo di Shirley, Possession (ridoppiaggio), Il mio angelo di Natale
- Gabriella Genta in Voglia di tenerezza, Prossima fermata: paradiso, Un sorriso come il tuo
- Angiolina Quinterno in Due vite, una svolta, La battaglia di Mary Kay
- Fiorella Betti in Gli avvoltoi hanno fame
- Paola Mannoni in Possession
- Mirella Pace in Aspettando la luce
- Vittoria Febbi in Cartoline dall'inferno
- Doriana Chierici in Closing the Ring
- Anna Rita Pasanisi in Glee
- Graziella Polesinanti in Only Murders in the Building